# Vega de Ruiponce
Vega de Ruiponce é um município da Espanha na província de Valladolid, comunidade autónoma de Castela e Leão, de área 31,37 km² com população de 123 habitantes (2007) e densidade populacional de 4,11 hab/km².

## Demografia
| Variação demográfica do município entre 1991 e 2004 | Variação demográfica do município entre 1991 e 2004 | Variação demográfica do município entre 1991 e 2004 | Variação demográfica do município entre 1991 e 2004 |
| --------------------------------------------------- | --------------------------------------------------- | --------------------------------------------------- | --------------------------------------------------- |
| 1991                                                | 1996                                                | 2001                                                | 2004                                                |
| 196                                                 | 151                                                 | 120                                                 | 129                                                 |